# Ghazl El Mahalla SC
El Ghazl El Mahalla Sporting Club (àrab: نادي غزل المحلة, Nādī Ḡazl al-Maḥalla, ‘Club de la Filatura d'al-Mahalla [al-Kubra]’) és un club egipci de futbol de la ciutat d'Al-Mahalla al-Kubra.

## Palmarès
- Lliga egípcia de futbol: [1]
  - 1972-73
- Copa egípcia de futbol:[2]
  - Finalista 1975, 1979, 1986, 1993, 1995, 2001